# Leonora Baroni
Pour les articles homonymes, voir Baroni.
Leonora Baroni (aussi appelée Eleonora ou Lionora) née en 1611 à Mantoue, morte en 1670 à Rome est une chanteuse, compositrice, théorbiste et gambiste italienne, fille de Adriana Baroni-Basile, et surnommée pour cette raison l’Adrianella ou l’Adrianetta.

## Biographie
Elle étudie le chant auprès de sa mère. Elle possède une excellente technique, mais ne se produit pas sur scène, réservant ses interprétations d'air lyrique dans des salons, notamment ceux du palais Barberini. Le 27 mai 1640, elle épouse Giulio Cesare Castellani, le secrétaire personnel du cardinal Francesco Barberini. Mazarin, qui l'a souvent entendue à Rome, la recommande à Anne d'Autriche lorsqu'il devient principal ministre de l'État du roi de France Louis XIV. Anne d'Autriche fait venir Leonora Baroni à Paris en février 1644 et la couvre de présents. Elle fait partie, avec le castrat Atto Melani et le compositeur Marco Marazzoli, des musiciens italiens accueillis à la cour de France à cette époque.
D'après le musicographe François-Joseph Fétis, Leonora Baroni joue à l'époque dans deux opéras de Francesco Cavalli, Serse et Ercole amante ; néanmoins, ces œuvres ont été composées ultérieurement (respectivement 1655 et 1662). Les courtisans, habitués au style français réservé et raffiné, jugent ses interprétations outrancières. Son séjour à Paris contribue néanmoins à développer le goût pour l'art vocal italien et prépare le succès de l'Orfeo de Luigi Rossi (1647). Elle est de retour à Rome dès avril 1645, et y demeure jusqu'à sa mort.
Elle est considérée par beaucoup de ses contemporains comme une musicienne complète, un esprit brillant, capable de discuter aussi bien de musique que de littérature et de politique. De nombreux poèmes faisant son éloge sont écrits, notamment par Fulvio Testi, Francesco Bracciolini, Claudio Achillini et Lelio Guidiccioni ; certains sont publiés en recueil. John Milton lui dédie plusieurs épigrammes, intitulés Ad Leanoram Romae Canentem, dans lesquels il s'inspire de la Leonora du Tasse.
Le gambiste français André Maugars, de passage à Rome en 1639, la décrit en ces termes : « Elle est douée d'un bel esprit : elle a le jugement fort bon pour distinguer la mauvaise d'avec la bonne musique ; elle l'entend parfaitement bien, voire elle y compose, ce qui fait qu'elle possède absolument ce qu'elle chante, et qu'elle prononce et exprime parfaitement bien le sens des paroles. Elle ne se pique pas d'être belle ; mais elle n'est pas désagréable ni coquette. Elle chante avec une pudeur assurée, avec une généreuse modestie, et avec une douce gravité. Sa voix est d'une haute étendue, juste, sonore, harmonieuse ; l'adoucissant et la renforçant sans peine, et sans faire aucune grimace. Ses élans et ses soupirs ne sont point lascifs, ses regards n'ont rien d'impudique, et ses gestes sont de la bienséance d'une honnête fille. En passant d'un ton à l'autre, elle fait quelquefois sentir les divisions des genres chromatiques et enharmonique, avec tant d'adresse et d'agrément, qu'il n'y a personne qui ne soit ravi à cette belle et difficile méthode de chanter. Elle n'a pas besoin de mendier l'aide d'un théorbe ou d'une viole, sans l'un desquels son chant serait imparfait, car elle-même touche les deux instruments parfaitement. » 
Elle retourne à Rome en 1645, après un séjour parisien très lucratif (on évoque un revenu de 40 000 livres). A Rome, l'élection en 1667 au trône pontifical du cardinal Rospigliosi, un de ses admirateurs, marque son retour au centre de la vie mondaine. 
Elle meurt en 1670. Aucune de ses compositions n'a été conservée jusqu'à l'époque contemporaine.